# Saravá Discos
Saravá Discos é uma gravadora musical brasileira criada pelo músico Zeca Baleiro em parceria com Rossana Decelso, para reunir produções que têm foco na documentação e resgate de obras essenciais. O foco do projeto é lançar materiais raros, desconhecidos e lados B da MPB.
Segundo Baleiro “a Saravá é uma contrapartida aos interesses das grandes gravadoras” pois, para ele, as “majors” só investem em trabalhos de retorno praticamente garantido.